# Clássico de Cuyo
O Clássico de Cuyo é como habitualmente denomina-se a partida de futebol argentina entre os dois clubes mais importantes de Mendoza e San Juan, respectivamente: Godoy Cruz e San Martín.
O primeiro encontro ocorreu em 7 de janeiro de 1990, pelo Torneio do Interior de 1990 e terminou empatado em 2 a 2. Com 35 jogos disputados, incluindo partidas amistosas, o Clássico de Cuyo é o clássico mais tradicional dessa região argentina, apesar de ser recente. Destas, Godoy Cruz venceu 8, San Martín 15 e empataram em 12 ocasiões.
| Godoy Cruz | San Martín |  |

## Primeiros resultados
| #  | Data                    | Torneio             | Mandante   | Resultado | Visitante  |
| -- | ----------------------- | ------------------- | ---------- | --------- | ---------- |
| 1  | 7 de janeiro de 1990    | Torneo del Interior | Godoy Cruz | 2–2       | San Martín |
| 2  | 28 de janeiro de 1990   | Torneo del Interior | San Martín | 2–1       | Godoy Cruz |
| 3  | 17 de fevereiro de 1991 | Torneo del Interior | San Martín | 2–1       | Godoy Cruz |
| 4  | 10 de março de 1991     | Torneo del Interior | Godoy Cruz | 0–0       | San Martín |
| 5  | 30 de janeiro de 1994   | Torneo del Interior | Godoy Cruz | 1–0       | San Martín |
| 6  | 23 de fevereiro de 1994 | Torneo del Interior | San Martín | 0–0       | Godoy Cruz |
| 7  | 3 de abril de 1994      | Torneo del Interior | San Martín | 3–0       | Godoy Cruz |
| 8  | 22 de abril de 1994     | Torneo del Interior | Godoy Cruz | 2–2       | San Martín |
| 9  | 13 de setembro de 1995  | Nacional B          | Godoy Cruz | 1–1       | San Martín |
| 10 | 21 de janeiro de 1996   | Nacional B          | San Martín | 2–0       | Godoy Cruz |

## Retrospecto
Atualizado em 9 de abril de 2012
| Torneio                     | J  | VGC | E  | VSM | GolGC | GolSM |
| --------------------------- | -- | --- | -- | --- | ----- | ----- |
| Primeira Divisão            | 1  | 0   | 1  | 0   | 2     | 2     |
| Primera B Nacional          | 25 | 7   | 6  | 12  | 29    | 31    |
| Argentino A                 | 8  | 1   | 4  | 3   | 7     | 11    |
| Sub-total Partidas oficiais | 34 | 8   | 11 | 15  | 38    | 44    |
| Amistosos                   | 1  | 0   | 1  | 0   | 2     | 2     |
| TOTAL                       | 35 | 8   | 12 | 15  | 40    | 46    |

| J: Jogos                    |
| VGC: Vitórias do Godoy Cruz |
| VSM: Vitórias do San Martín |
| E: Empate                   |
| GolGC: Golos do Godoy Cruz  |
| GolSM: Golos de San Martín  |